# Добровольский, Кирилл Романович
Добровольский Кирилл (Карл) Романович (1854—1907) — офицер Российского императорского флота, командир сводного отряда кораблей и мореходной канонерской лодки «Бобр» при подавлении восстания «боксёров» и битвы за форты Дагу, Георгиевский кавалер, командир 1-го и 2-го флотских экипажей, контр-адмирал.

## Биография
Добровольский Карл Романович родился 6 июня 1854 года в Ровно, Волынской губернии, Российской империи в семье Ровенского уездного казначея, надворного советника Романа Осиповича и Марианны (ур. Милковской) Добровольских. Поляк. В 1870 году принял православие с переменой имени на Кирилла. После окончания 3-х классов Ровенской гимназии был принят в Морское училище. 31 марта 1874 года произведён в гардемарины и определён во 2-й флотский Ея Величества Королевы Эллинов Ольги Константиновны экипаж. 30 августа 1875 года произведён в мичманы, в декабре того же года переведён в Сибирскую флотилию. 1 января 1880 года произведён в лейтенанты. С января 1888 года имел содержание капитан-лейтенанта по цензу.
В 1890 году служил старшим офицером на броненосной лодке «Стрелец», которая входила в состав Практической эскадры броненосных кораблей Балтийского флота, в марте 1890 года назначен командиром шхуны «Бакан». 1 января 1891 года произведён в капитаны 2 ранга. С января 1892 по 1985 год был командиром канонерской лодки береговой обороны «Бурун». В 1895 году служил страшим офицером броненосца береговой обороны «Адмирал Грейг».
Был переведён на Дальний Восток. 16 декабря 1895 года назначен старшим офицером на крейсер 2 ранга «Забияка», а 5 февраля 1896 года — на ту же должность на морскую канонерскую лодку «Манджур», которая базировалась на Чемульпо и совершала плавания по портам Китая, Японии и Кореи. 13 апреля 1897 года стал командиром транспорта «Тунгус», который использовалась для охраны морских промыслов в Японском, Беринговом морях и Тихом океане.

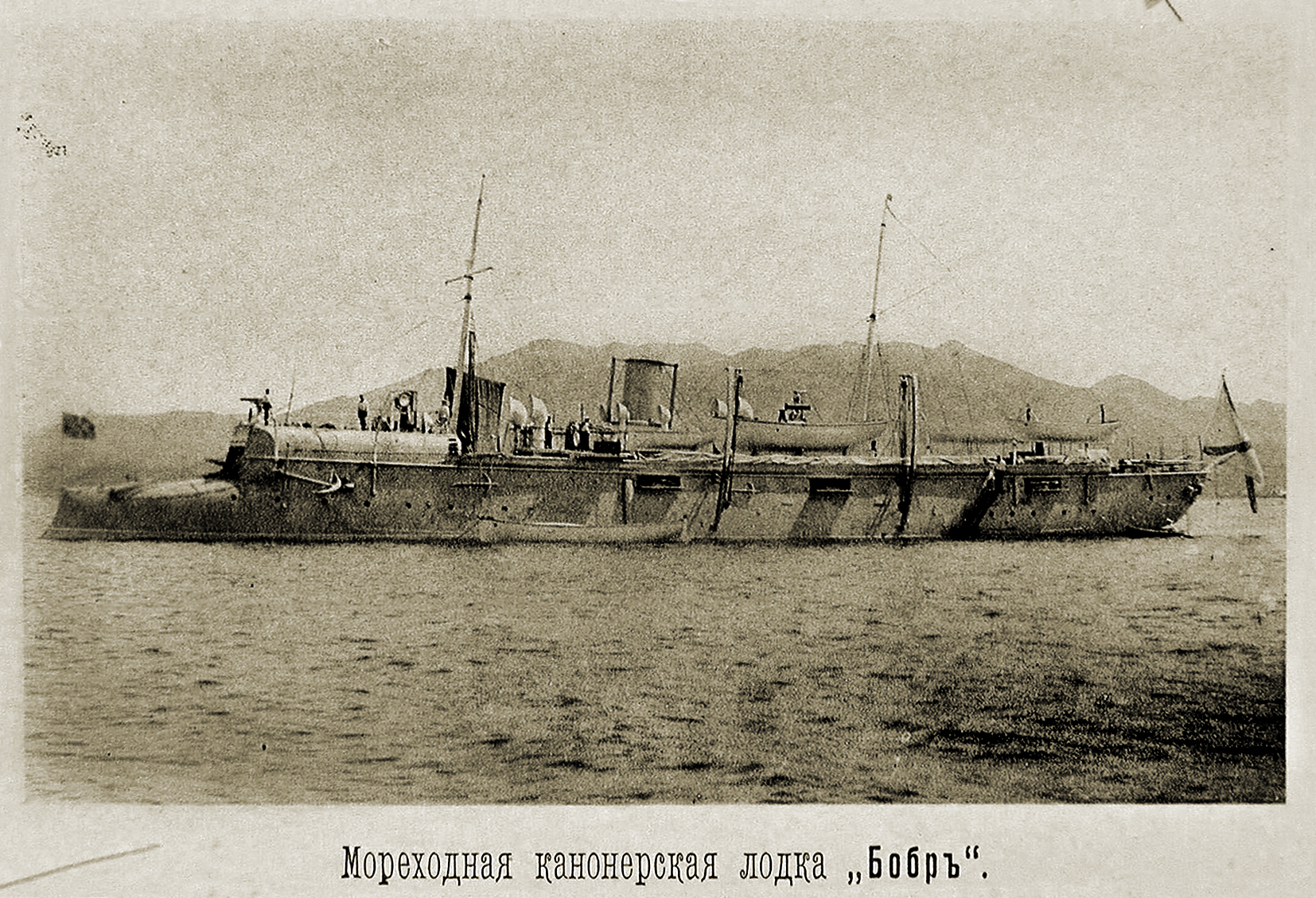
Мореходная канонерская лодка «Бобр»

6 декабря 1898 года назначен командиром мореходной канонерской лодки «Бобр». 9 апреля 1900 года произведён в капитаны 1 ранга. В 1900 году, канонерская лодка «Бобр» в составе международной эскадры принимала участие в подавлении восстания «боксёров». Капитан 1 ранга Добровольский, как старший по чину, был назначен командиром сводного отряда кораблей. 4 июня «Бобр» вместе с канонерскими лодками «Гиляк» и «Кореец» и союзными канонерскими лодками участвовал в битве за форты Дагу. За доблесть в этом бою Высочайшим приказом по Морскому Ведомству от 12 июня 1900 года был награждён орденом Святого Георгия. В приказе было написано: «В воздаяние отличных подвигов храбрости, оказанных чинами мореходных канонерских лодок „Бобр“, „Кореец“ и „Гиляк“, при занятии фортов в Таку, 4-го июня сего года: Орд. Св. Георгия 4-й степ.: Командовавшему сводным отрядом и лодкою „Бобр“, капитану 1-го ранга Добровольскому 1-му; командиру лодки „Кореец“, капитану 2-го ранга Сильману 1-му, и лейтенантам: командовавшему лодкою „Гиляк“ — Сарычеву 1-му; Деденеву и Титову 3-му».
1 января 1901 года назначен командиром 1-го флотского экипажа генерал-адмирала Великого Князя Константина Николаевича, в том же году опубликовал свою книгу «Взятие фортов Таку». 6 декабря 1901 года назначен командиром броненосца береговой обороны «Не тронь меня», который использовался в качестве блокшива при Минной школе Балтийского флота. Одновременно, с сентября 1902 года был командиром 2-го флотского экипажа. 24 апреля 1906 года по состоянию здоровья уволен от службы с производством в контр-адмиралы.
Умер Добровольский Кирилл Романович 15 февраля 1907 года в Новгороде, похоронен на кладбище Десятинного женского монастыря.

## Награды
Контр-адмирал Добровольский Кирилл Романович за свою безупречную службу был награждён: орденом Святого Георгия 4-й степени, орденом Святого Владимира 4-й степени с бантом, орденами Святой Анны 2-й и 3-й степеней, орденами Святого Станислава 2-й и 3-й степеней, медалям, а также иностранными наградами: французским Почётного легиона командорским крестом, прусским орденом Красного Орла 2-й степени с мечами, японским орденом Восходящего Солнца 3-й степени, итальянским Святых Маврикия и Лазаря командорским крестом.

## Семья
Добровольский Кирилл Романович был женат на Ольге Александровне, дочери отставного генерал-лейтенанта Гаврилова. У Добровольских было четыре дочери, младшая из которых родилась в 1896 году.